# Star Wars: The Rise of Skywalker
Star Wars: The Rise of Skywalker (Brasil: Star Wars: Episódio IX – A Ascensão Skywalker; Portugal: Star Wars: Episódio IX – A Ascensão de Skywalker ou Star Wars: A Ascensão de Skywalker; PALOP: Star Wars: Episódio IX – A Ascensão de Skywalker), também conhecido como Star Wars: Episode IX – The Rise of Skywalker, é uma space opera épica estadunidense de 2019, escrito por J. J. Abrams em colaboração com Chris Terrio e dirigido por Abrams, sendo o nono filme da franquia Star Wars, a sequência de Star Wars: Os Últimos Jedi, de 2017, e a terceira e última parcela da trilogia sequela, além do último filme da saga como um todo. Produzida pela Lucasfilm Ltd. e Bad Robot Productions e distribuído pela Walt Disney Studios Motion Pictures, é estrelado por Daisy Ridley, Adam Driver, John Boyega, Oscar Isaac, Lupita Nyong'o, Domhnall Gleeson, Kelly Marie Tran, Joonas Suotamo, Billie Lourd, Naomi Ackie, Richard E. Grant, Keri Russell, Mark Hamill, Anthony Daniels, Billy Dee Williams, Carrie Fisher e Ian McDiarmid.
Star Wars: The Rise of Skywalker foi lançado nos Estados Unidos em 20 de dezembro de 2019. No Brasil e em Portugal, a estreia foi no dia 19 de dezembro de 2019. Com um orçamento de US$ 416 milhões de dólares, foi um dos filmes mais caros já produzidos. Apesar de ter gerado a terceira melhor receita de 2019 na América do Norte, o filme arrecadou muito menos que os outros dois anteriores da franquia e acabou sendo mal recebido pela crítica.

## Enredo
O filme começa com Kylo Ren aniquilando um grupo de cultistas Sith em Mustafar para obter um localizador que revelaria onde está o ressuscitado Imperador Palpatine. Após obter o localizador Sith, ele o usa para guiá-lo até o Imperador no planeta Exegol, para matá-lo, já que não quer nenhuma ameaça ao seu poder. Exegol está cheio de cultistas Sith de Palpatine. Este revela que criou Snoke e que tem sido as vozes que levaram Kylo ao Lado Sombrio. O Imperador oferece um novo império a ele, para governar a galáxia inteira, com a condição de que Kylo matasse Rey.
Na Millenium Falcon, Poe Dameron, Chewbacca e Finn recebem através de um espião da Primeira Ordem informações que podem ajudar a Resistência vencer a guerra e restaurar a República. Porém, diversos caças estelares aparecem e eles fogem atirando nos inimigos. Poe usa a velocidade da luz para chegar na base da Resistência. Na base da Resistência, Rey tenta falar com os antigos Jedi, mas fracassa. Enquanto treina, ela é distraida por visões compartilhadas com Kylo, enquanto este tenta se reconectar com ela. Poe chega na base e revela à Resistência que Palpatine está vivo, e que seus seguidores construíram a maior frota de naves que a galáxia já viu, chamada Ordem Final, em Exegol. O sistema não está em nenhum mapa estelar, entretanto Rey fala para Leia que, segundo as anotações que o Luke havia feito nos livros Jedi, para chegar a Exegol seria preciso de um localizador. Poe, Finn, C3PO e Chewbacca se oferecem para ir junto com Rey na Millenium Falcon achar o localizador, então ela aceita. Enquanto isso na Primeira Ordem, engenheiros consertam o capacete de Kylo. O Líder Supremo descobre que um espião está infiltrado na Primeira Ordem.
Rey decide ir para o planeta Pasaana, onde estaria o localizador. Ao chegar lá, Rey e Kylo conversam por meio de seu vínculo da Força, e ele descobre onde ela está por um colar pertencente ao sistema que ela recebeu em um festival. Um stormtrooper os avista e ameaça atirar, porém Lando Calrissian (antigo amigo de Han, Luke e Leia) os salva. Lando afirma ter uma pista de onde está o localizador e eles iniciam a procura da nave de Ochi, um seguidor dos Sith que afirmava ter encontrado o objeto. Quando o grupo vai procurar pela pista, eles são perseguidos pelos troopers, e acabam caindo e afundando em areia movediça.
Eles caem em uma caverna, onde encontram a pista de Ochi, uma adaga contendo a posição do localizador. Ao sair da caverna, Rey sente a presença de Kylo vindo em direção a eles. Rey se afasta do grupo e espera por Kylo, enquanto Chewbacca é capturado pelos Cavaleiros de Ren. Kylo avança seu TIE whisper na direção de Rey e ela destrói a nave dele. Depois um transporte onde supostamente estaria preso Chewbacca, começa a decolar. Rey tenta usar a Força para trazer o transporte até ela, porém Kylo também tenta puxar a nave. Os dois brigam brevemente tentando puxar transporte, mas Rey é dominada pela raiva e acaba usando um poder que não sabia que tinha, relâmpagos da Força. A nave é completamente destruída pelos relâmpagos de Rey e Kylo a olha surpreso. Ela foge com os amigos, triste pela aparente morte de Chewbacca. Na Primeira Ordem, Chewbacca estava vivo e havia sido capturado, pois estava em outro transporte. Chewbacca estava com a adaga, porém C-3PO havia conseguido ler o que estava escrito na linguagem rúnica dos Sith, mas suas configurações o proibirem de traduzir, e para isso seria necessário uma completa anulação dos dados dele.
Em Kijimi, o grupo consegue anular os dados de C-3PO com a ajuda de Babu Frik, descobrindo que o localizador estaria em uma lua no sistema Endor. Rey sente por meio da Força que Chewbacca está vivo dentro de um Destroyer da Primeira Ordem, e eles resolvem ir resgatá-lo. Ao se infiltrarem no Destroyer, Rey procura a adaga, enquanto Poe e Finn resgatam Chewbacca. Poe, Finn e Chewbacca são capturados pelos stormtroopers, mas quando são levados para serem executados, General Hux mata os troopers, libertando-os. Hux revela que ele é o espião que mandou a mensagem para a Resistência, e então eles fogem com a ajuda dele. Hux diz que só fez isso porque quer ver Kylo Ren derrotado.
Enquanto isso, Rey encontra a adaga nos aposentos de Kylo Ren. Nesse momento, a Força conecta os dois e eles lutam através de seu vínculo. Ele diz que Palpatine mandou matar os pais de Rey, pois eles não queriam contar onde ela estava. Kylo descobre que Rey está nos seus aposentos quando eles acidentalmente destroem o capacete de Vader durante a luta. Kylo então parte para o Destroyer e ao encontrar Rey, ele conta que ela é a neta de Palpatine e que o vínculo entre eles é na verdade uma díade na Força, dois que são um na Força. Kylo diz para ela aceitar sua mão para então matarem Palpatine para assumirem o trono dos Sith juntos. Rey hesita, mas Poe, Finn, Chewbacca e C-3PO aparecem para resgatar Rey, e ela foge com eles na Falcon. Em seguida, General Pryde descobre a traição de Hux e o executa.
O grupo de Rey viaja em direção a Endor, onde o localizador se encontra nos destroços da Estrela da Morte. Porém, o mar agressivo os impede de chegar nos destroços facilmente. Um grupo se aproxima deles e pergunta se são da Resistência, posteriormente é revelado que são na verdade ex-stormtroppers desertaram da Primeira Ordem. Rey resolve ir até os destroços sozinha com um barco que não é apropriado para velejar no mar agressivo. Apesar isso, ela consegue chegar nos destroços e encontra o localizador, porém antes ela enfrenta uma visão dela mesma do Lado Sombrio da Força. Assustada, Rey deixa o localizador cair e Kylo o pega. Ele então destrói o objeto afirmando que eles irão para Exegol juntos. Rey e Kylo duelam, e Rey o vence, mas eles sentem a morte da Leia, que usou todas as suas forças para se comunicar com o filho. Rey se arrepende do golpe que deu em Kylo durante seu momento de raiva, e então cura o ferimento passando parte de sua própria energia vital para ele atráves da Força. Ela confessa seus sentimentos por ele, dizendo que queria segurar a mão de Ben Solo, antes de partir do planeta abordo do TIE whisper dele. Poe e Finn veem Rey partindo na nave de Kylo. Então os dois, junto com C-3PO, Chewie e o grupo de desertores, voltam para a base da Resistência. Lá, eles recebem tristemente a notícia da morte de Leia.
Rey viaja até a ilha em Ahch-To com objetivo se exilar de todos como Luke Skywalker fez, pois sente medo de suas próprias ações por causa da tentação do Lado Sombrio e de se tornar como o avô. Ela queima a nave de Kylo e joga no fogo o sabre de luz, mas este é pego pelo espírito de Luke Skywalker. Luke tenta convencer Rey que esse não é o seu lugar, dizendo a ela que mil gerações de Jedi vivem nela, mas que essa batalha é dela. O Mestre Jedi diz para ela ir até Exegol com o localizador. Rey vasculha o armazenamento da nave destruída de Kylo e descobre que ali há o segundo localizador. Luke dá a Rey o antigo sabre de luz que Leia usou antes de interromper seu treinamento Jedi. Leia havia sentido que alguém iria merecer seu sabre no futuro, e Luke pede a Rey que complete o caminho Jedi da irmã. Então Luke usa a Força para erguer a sua antiga X-wing T-65b que estava debaixo da água e Rey usa a nave e vai até Exegol. Nesse meio tempo, Kylo Ren reflete sozinho nos destroços da Estrela da Morte e se arrepende de tudo o que fez. Então, ele tem uma visão de sua própria mémoria do último encontro com seu pai, Han Solo, que diz que Kylo Ren agora está morto, mas que Ben Solo ainda vive. Ben então joga o seu sabre de luz para longe no mar, disposto a consertar seus erros do passado.
Na base da Resistência, R2-D2 restaura a memória de C-3PO, e diz para ele que está recebendo um sinal da nave de Luke Skywalker. Finn deduz que Rey está sinalizando pra eles onde fica Exegol. Com a morte da Leia, Poe Dameron é o novo General da Resistência, mas ele lamenta já que não sabe como fazer isso sem ela. Lando Calrissian se aproxima para consolar Poe. O piloto pergunta a Lando como ele, Leia e Han Solo conseguiram deter o Império com os poucos recursos da rebelião. Lando explica que a união e harmonia entre melhores amigos pode mudar o destino da galáxia inteira. Ao ouvir isso, Poe convida Finn para ser general também e ele aceita. Os membros da Resistência bolam um plano para acabar com a Ordem Final: a pequena equipe de Poe e Finn destruiria os canhões e naves, e quando o inimigo achasse que venceu, chegariam todos os outros combatentes para ajudar na luta, que seriam pessoas que Lando pediria ajuda para formar uma enorme frota. Então eles partem até Exegol seguindo a sinalização de Rey e batalha no planeta começa.
Em Exegol, Rey encontra seu avô e os cultistas Sith. Rey se prepara para matar Palpatine, mas é exatamente isso o que o Imperador quer, pois quando ela dar o golpe com seu sabre de luz, o espírito de Palpatine passará para Rey e ela então irá governar os Sith, se tornando a Imperatriz. Ele a ameaça dizendo que se ela não fizer isso, todos os seus amigos irão morrer. Ben chega em Exegol, disposto a ajudar Rey. Ele luta contra os Cavaleiros de Ren (que agora se tornaram seus inimigos), porém perde, sendo desarmado e derrubado no chão. Rey aceita fazer o que Palpatine quer, e quando se prepara para golpear, vê Ben por meio do vínculo deles na Força. Enquanto estão conectados, Ben acena para Rey através vínculo, e ela finge golpear Palpatine, mas passa o sabre de luz para ele. Ben então usa o sabre para lutar contra seus antigos capangas, vencendo todos. Os dois então se unem contra Palpatine, mas o Imperador os imobiliza com a Força. Percebendo que o par é uma díade na Força, Palpatine suga o poder dos dois para si, fazendo Ben e Rey cairem no chão enfraquecidos. Enquanto isso, quando Poe achava que não havia mais esperanças, a enorme frota de Lando chega para ajudar na batalha e derrotar os Destroyers da Ordem Final. Eles então começam a destruir os canhões, o que salva muitos planetas.
Regenerado, Palpatine atira Ben em um abismo, ao perceber que ele estava resistindo. O Imperador então ataca toda a frota da Resistência com poderosos raios da Força. Rey chora ao ver seus amigos morrerem, mas ela consegue finalmente se comunicar com os antigos Jedi (Obi-Wan, Anakin, Ahsoka, Qui-Gon, Kanan, Gallia, Luminara, Aayla, Mace, Yoda e Luke). Com todos os Jedi a incentivando, Rey se levanta mais forte do que nunca. O Imperador então direciona os raios em Rey e afirma que é todos os Sith, porém Rey pega os dois sabres de luz e diz que é todos os Jedi. Rey mata Palpatine refletindo os raios dele com os seus sabres de luz, se sacrificando ao usar toda a sua força restante, mas ao mesmo tempo destruindo todos os Sith. A união da Resistência e seus aliados consegue vencer a Ordem Final, acabando com toda a frota. Uma amiga de Poe, que estava em Kijimi reaparece para ajudar. Com a frota dos Sith destruída em Exegol, todos reagem pela galáxia para destruir a Primeira Ordem.
Ben consegue escapar do abismo, mesmo muito machucado, tentando voltar para Rey. Ele se arrasta até o corpo dela e a segura em seus braços, a abraçando ao perceber que ela está morta. Ele então usa a Força para passar a sua energia vital para revivê-la da mesma forma que ela havia feito com ele nos destroços da Estrela da Morte. Rey acorda e sorri para ele. Os dois compartilham um beijo apaixonado e Ben Solo sorri para ela. Mas como havia usado o restante de sua energia para ressuscitá-la, ele desparece pacificamente nos braços de Rey logo em seguida. Simultaneamente, na base da Resistência, o corpo de Leia se une a Força.
Todos os combatentes e novos amigos se reúnem na base da Resistência. Maz Kanata dá a Chewie a medalha que pertenceu a Han no passado. Rey, Finn e Poe se abraçam, felizes com a vitória. Algum tempo depois, Rey vai até a antiga casa de Luke em Tatooine, e enterra os seus dois sabres de luz, ficando com o seu novo, um de cor amarela. Logo depois uma mulher se aproxima da Jedi perguntando quem é ela. Rey responde, olhando para os espíritos de Luke e Leia: "Rey Skywalker".

## Elenco
- Daisy Ridley como Rey
- Adam Driver como Kylo Ren/Ben Solo
- John Boyega como Finn
- Oscar Isaac como Poe Dameron
- Anthony Daniels como C-3PO
- Joonas Suotamo como Chewbacca
- Ian McDiarmid como Sheev Palpatine / Darth Sidious
- Carrie Fisher como Leia Organa
- Mark Hamill como Luke Skywalker
- Harrison Ford como Han Solo
- Domhnall Gleeson como General Armitage Hux
- Kelly Marie Tran como Rose Tico
- Billie Lourd como Kaydel Ko Connix
- Naomi Ackie como Jannah
- Richard E. Grant como Pryde
- Keri Russell como Zorri Bliss
- Jimmy Vee como R2-D2
- Billy Dee Williams como Lando Calrissian
- Lupita Nyong'o como Maz Kanata

## Produção
Este foi o quinto filme da série produzido por Kathleen Kennedy, após tornar-se presidente da Lucasfilm. Michelle Rejwan e J. J. Abrams desempenharam os papéis de produtores ao seu lado.
Foi confirmado em setembro de 2017 que J. J. Abrams (de Star Wars: O Despertar da Força) escreveria, junto com Chris Terrio (de Batman vs Superman: A origem da justiça), e também dirigiria o nono filme da franquia, após Colin Trevorrow sair da direção. O filme teve lançamento programado para 20 de dezembro de 2019 nos Estados Unidos.
As filmagens foram iniciadas em julho de 2018 nas locações em Argyll e em Rest and Be Thankful, na Escócia. Especulou-se que devido ao título de produção Black Diamond e à escolha deste país, o Episódio IX retornaria ao castelo de Vader em Mustafar, local de origem da joia do anel de Snoke. De acordo com Rian Johnson a questão sobre os pais de Rey retornaria no Episódio IX.
As filmagens terminaram em 15 de fevereiro de 2019.

### Elenco
O Episódio IX marcou o retorno de Billy Dee Williams no papel de Lando Calrissian. Williams estreou como Lando em Star Wars Episode V: The Empire Strikes Back e voltou em Star Wars Episode VI: Return of the Jedi. Recentemente, Donald Glover interpretou uma versão mais jovem do personagem em Solo: A Star Wars Story. Harrison Ford retorna interpretando a memória de Han Solo.
Carrie Fisher, que fez o papel de Leia Organa, morreu em 27 de dezembro de 2016, e na ideia inicial do filme Leia tinha um papel central na história. Em janeiro de 2017, a Lucasfilm divulgou que não havia planos para trazer Leia de volta usando efeitos computacionais, como foi feito em Rogue One. Em abril, o irmão de Carrie, Todd Fisher, revelou que a filha de Carrie, Billie Lourd, havia assegurado à Disney os direitos de utilização de imagem da mãe. Entretanto, uma semana depois, Kathleen Kennedy anunciou que Carrie não apareceria no filme. Só em julho de 2018 J. J. Abrams disse que filmagens não utilizadas de Carrie em The Force Awakens seriam usadas para completar a história.

## Marketing

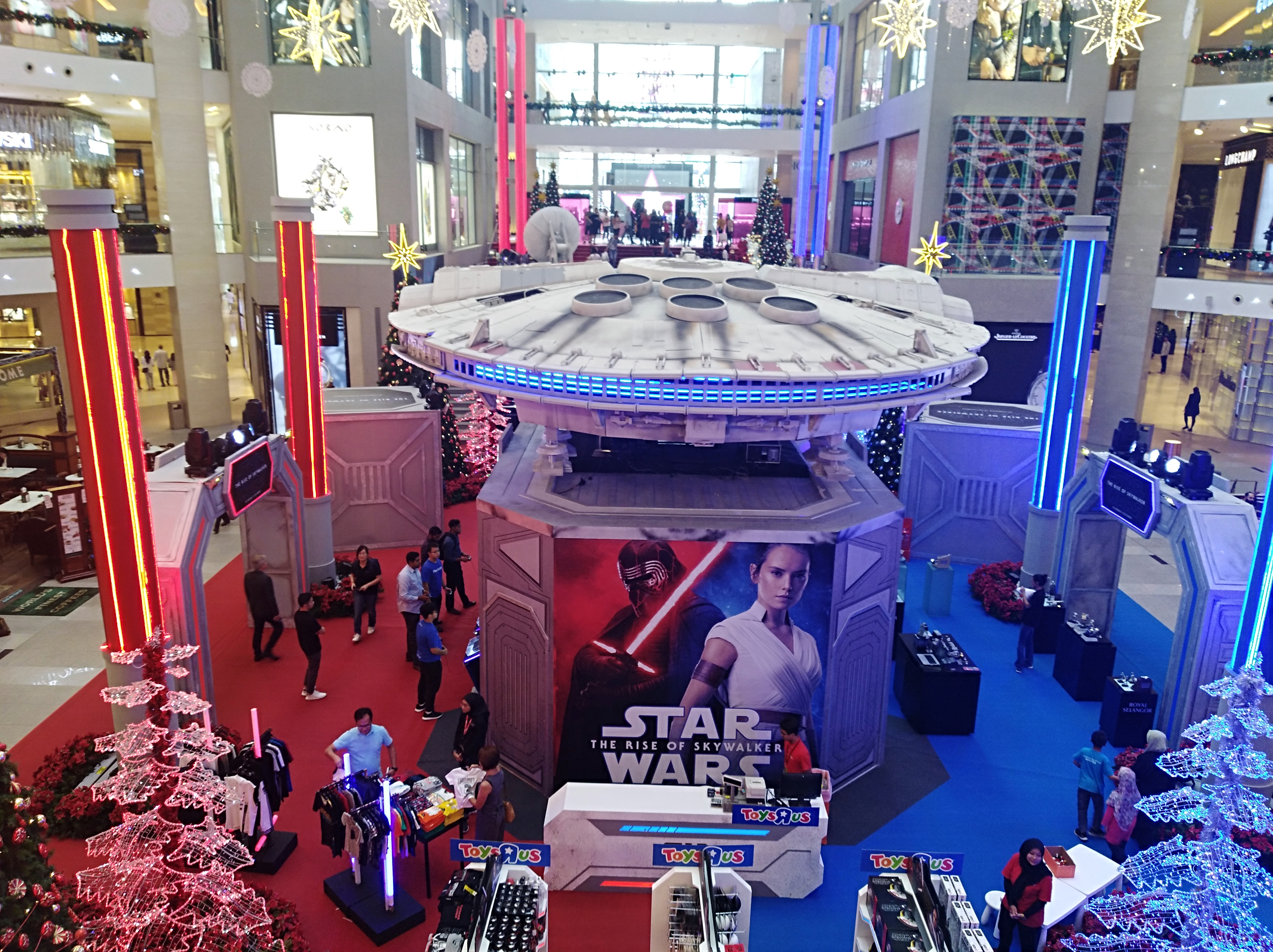
Banner promocional em um shopping do filme Star Wars: The Rise of Skywalker em 2019

Embora Abrams tenha permanecido em silêncio sobre muitos detalhes do filme, ele expressou suas esperanças de que o público fique "satisfeito". Ele encabeçou um painel dedicado ao filme no dia 12 de abril de 2019 na Star Wars Celebration, quando o título do filme foi revelado pelo teaser, e novas imagens foram reveladas. O trailer foi visto 111 milhões de vezes durante as primeiras 24 horas, com 20 milhões de visualizações a mais do que o episódio 8 e mais do que o dobro do episódio 7.
Uma campanha de editoração chamada de Journey to Star Wars: The Rise of Skywalker foi anunciada no dia do Star Wars, 24 de maio de 2019. Adicionalmente, a história do parque temático de Star Wars na Disneyland precede o filme. Em 24 de agosto, um novo pôster e um curto vídeo promocional foram divulgados na D23 Expo, o último foi lançado para o público dois dias depois. O vídeo inclui uma montagem que inclui momentos da saga Skywalker, e novas imagens do filme.
O último trailer do filme foi revelado no dia 21 de outubro, a pré-venda de ingressos ultrapassou Vingadores: Ultimato em sua primeira hora.

## Bilheteria
Star Wars: Episódio 9 foi lançado nos Estados Unidos em 20 de dezembro de 2019. No seu primeiro final de semana, arrecadou US$ 177,3 milhões, sendo a terceira maior abertura doméstica do ano, atrás de Vingadores: Ultimato (US$ 357,1) e O Rei Leão (2019) (US$ 191,7). Foi abertura mais baixa da nova trilogia, atrás de Os Últimos Jedi que fez US$ 220 milhões em 2017 Arrecadou US$ 515,202,542 milhões nos EUA e Canadá, sendo a 3° maior bilheteria doméstica do ano, ficando atrás de Vingadores: Ultimato (US$ 858,3) e O Rei Leão (2019) (US$ 543,6). No dia 16 de janeiro de 2020, 27 dias depois de sua estreia o filme ultrapassou a marca de 1 bilhão de dólares. Arrecadou US$ 1,077,022,372 bilhão mundialmente, sendo a 7° maior bilheteria de 2019, apesar disso foi a bilheteria mais baixa da nova trilogia, sendo o filme que mais demorou a chegar a marca de 1 bilhão, atingindo a marca em 27 dias, em contraste com O Despertar da Força que atingiu a marca em 11 dias.

## Recepção
O filme recebeu críticas mistas dos analistas. No site agregador Rotten Tomatoes, atualmente possui um índice de aprovação de 52% baseado em 472 resenhas, com uma nota média de 6,17/10. Já no site Metacritic a nota foi de 53 (de 100) baseado em 61 críticas.

## Enquadramento no universoStar Wars
| Filmes e séries | Filmes e séries                     | Calendário ficcional (em anos) | Calendário ficcional (em anos) | Calendário ficcional (em anos) | Calendário ficcional (em anos) | Calendário ficcional (em anos) | Calendário ficcional (em anos) | Calendário ficcional (em anos) | Calendário ficcional (em anos) | Calendário ficcional (em anos) | Calendário ficcional (em anos) | Calendário ficcional (em anos) | Calendário ficcional (em anos) | Calendário ficcional (em anos) | Calendário ficcional (em anos) | Calendário ficcional (em anos) | Calendário ficcional (em anos) | Calendário ficcional (em anos) | Calendário ficcional (em anos) | Calendário ficcional (em anos) | Calendário ficcional (em anos) | Calendário ficcional (em anos) | Calendário ficcional (em anos) | Calendário ficcional (em anos) | Calendário ficcional (em anos) | Calendário ficcional (em anos) | Calendário ficcional (em anos) | Calendário ficcional (em anos) | Calendário ficcional (em anos) | Calendário ficcional (em anos) | Calendário ficcional (em anos) | Calendário ficcional (em anos) | Calendário ficcional (em anos) | Calendário ficcional (em anos) | Calendário ficcional (em anos) | Calendário ficcional (em anos) | Calendário ficcional (em anos) | Calendário ficcional (em anos) | Calendário ficcional (em anos) | Calendário ficcional (em anos) | Calendário ficcional (em anos) | Calendário ficcional (em anos) | Calendário ficcional (em anos) | Calendário ficcional (em anos) | Calendário ficcional (em anos) | Calendário ficcional (em anos) | Calendário ficcional (em anos) | Calendário ficcional (em anos) | Calendário ficcional (em anos) | Calendário ficcional (em anos) | Calendário ficcional (em anos) |
| Filmes e séries | Filmes e séries                     | Antes da Batalha de Yavin      | Antes da Batalha de Yavin      | Antes da Batalha de Yavin      | Antes da Batalha de Yavin      | Antes da Batalha de Yavin      | Antes da Batalha de Yavin      | Antes da Batalha de Yavin      | Antes da Batalha de Yavin      | Antes da Batalha de Yavin      | Antes da Batalha de Yavin      | Antes da Batalha de Yavin      | Antes da Batalha de Yavin      | Antes da Batalha de Yavin      | Antes da Batalha de Yavin      | Antes da Batalha de Yavin      | Antes da Batalha de Yavin      | Antes da Batalha de Yavin      | Antes da Batalha de Yavin      | Antes da Batalha de Yavin      | Antes da Batalha de Yavin      | Antes da Batalha de Yavin      | Antes da Batalha de Yavin      | Antes da Batalha de Yavin      | Antes da Batalha de Yavin      | Antes da Batalha de Yavin      | Antes da Batalha de Yavin      | Antes da Batalha de Yavin      | Antes da Batalha de Yavin      | Antes da Batalha de Yavin      | Antes da Batalha de Yavin      | Depois da Batalha de Yavin     | Depois da Batalha de Yavin     | Depois da Batalha de Yavin     | Depois da Batalha de Yavin     | Depois da Batalha de Yavin     | Depois da Batalha de Yavin     | Depois da Batalha de Yavin     | Depois da Batalha de Yavin     | Depois da Batalha de Yavin     | Depois da Batalha de Yavin     | Depois da Batalha de Yavin     | Depois da Batalha de Yavin     | Depois da Batalha de Yavin     | Depois da Batalha de Yavin     | Depois da Batalha de Yavin     | Depois da Batalha de Yavin     | Depois da Batalha de Yavin     | Depois da Batalha de Yavin     | Depois da Batalha de Yavin     | Depois da Batalha de Yavin     |
| Filmes e séries | Filmes e séries                     | 33                             | 32                             | 31                             | 30–24                          | 23                             | 22                             | 21                             | 20                             | 19                             | 18                             | 17                             | 16                             | 15                             | 14                             | 13                             | 12                             | 11                             | 10                             | 9                              | 8                              | 7                              | 6                              | 5                              | 4                              | 3                              | 2                              | 1                              | 0                              | 0                              | 0                              | 0                              | 1                              | 2                              | 3                              | 4                              | 5                              | 6                              | 7                              | 8                              | 9                              | 10                             | 11                             | 12–31                          | 32                             | 33                             | 34                             | 34                             | 35                             | 36-49                          | 50                             |
| --- | ----------------------------------- | ------------------------------ | ------------------------------ | ------------------------------ | ------------------------------ | ------------------------------ | ------------------------------ | ------------------------------ | ------------------------------ | ------------------------------ | ------------------------------ | ------------------------------ | ------------------------------ | ------------------------------ | ------------------------------ | ------------------------------ | ------------------------------ | ------------------------------ | ------------------------------ | ------------------------------ | ------------------------------ | ------------------------------ | ------------------------------ | ------------------------------ | ------------------------------ | ------------------------------ | ------------------------------ | ------------------------------ | ------------------------------ | ------------------------------ | ------------------------------ | ------------------------------ | ------------------------------ | ------------------------------ | ------------------------------ | ------------------------------ | ------------------------------ | ------------------------------ | ------------------------------ | ------------------------------ | ------------------------------ | ------------------------------ | ------------------------------ | ------------------------------ | ------------------------------ | ------------------------------ | ------------------------------ | ------------------------------ | ------------------------------ | ------------------------------ | ------------------------------ |
| A Ameaça Fantasma Ataque dos Clones A Vingança dos Sith |                                     |                                | I                              |                                |                                |                                | II                             |                                |                                | III                            |                                |                                |                                |                                |                                |                                |                                |                                |                                |                                |                                |                                |                                |                                |                                |                                |                                |                                |                                |                                |                                |                                |                                |                                |                                |                                |                                |                                |                                |                                |                                |                                |                                |                                |                                |                                |                                |                                |                                |                                |                                |
| Uma Nova Esperança O Império Contra-Ataca O Regresso de Jedi |                                     |                                |                                |                                | IV                             | IV                             | V                              | VI                             |                                |                                |                                |                                |                                |                                |                                |                                |                                |                                |                                |                                |                                |                                |                                |                                |                                |                                |                                |                                |                                |                                |                                |                                |                                |                                |                                |                                |                                |                                |                                |                                |                                |                                |                                |                                |                                |                                |                                |                                |                                |                                |                                |
| O Despertar da Força Os Últimos Jedi A Ascensão de Skywalker |                                     |                                |                                |                                |                                | VII                            | VIII                           | IX                             |                                |                                |                                |                                |                                |                                |                                |                                |                                |                                |                                |                                |                                |                                |                                |                                |                                |                                |                                |                                |                                |                                |                                |                                |                                |                                |                                |                                |                                |                                |                                |                                |                                |                                |                                |                                |                                |                                |                                |                                |                                |                                |                                |
| Rogue One Solo |                                     | a                              | R1                             |                                |                                |                                |                                |                                |                                |                                |                                |                                |                                |                                |                                |                                |                                |                                |                                |                                |                                |                                |                                |                                |                                |                                |                                |                                |                                |                                |                                |                                |                                |                                |                                |                                |                                |                                |                                |                                |                                |                                |                                |                                |                                |                                |                                |                                |                                |                                |                                |
| Rogue One Solo | a                                   | S                              |                                |                                |                                |                                |                                |                                |                                |                                |                                |                                |                                |                                |                                |                                |                                |                                |                                |                                |                                |                                |                                |                                |                                |                                |                                |                                |                                |                                |                                |                                |                                |                                |                                |                                |                                |                                |                                |                                |                                |                                |                                |                                |                                |                                |                                |                                |                                |                                |                                |
| The Clone Wars (+ Filme) The Bad Batch Obi-Wan Kenobi Rebels Andor Resistance The Mandalorian O Livro de Boba Fett Ahsoka |                                     | Clone Wars                     | Clone Wars                     | Clone Wars                     | Clone Wars                     |                                |                                |                                |                                |                                |                                |                                |                                |                                |                                |                                |                                |                                |                                |                                |                                |                                |                                |                                |                                |                                |                                |                                |                                |                                |                                |                                |                                |                                |                                |                                |                                |                                |                                |                                |                                |                                |                                |                                |                                |                                |                                |                                |                                |                                |                                |
| The Clone Wars (+ Filme) The Bad Batch Obi-Wan Kenobi Rebels Andor Resistance The Mandalorian O Livro de Boba Fett Ahsoka |                                     |                                | BB                             |                                |                                |                                |                                |                                |                                |                                |                                |                                |                                |                                |                                |                                |                                |                                |                                |                                |                                |                                |                                |                                |                                |                                |                                |                                |                                |                                |                                |                                |                                |                                |                                |                                |                                |                                |                                |                                |                                |                                |                                |                                |                                |                                |                                |                                |                                |                                |                                |
| The Clone Wars (+ Filme) The Bad Batch Obi-Wan Kenobi Rebels Andor Resistance The Mandalorian O Livro de Boba Fett Ahsoka |                                     | K                              |                                |                                |                                |                                |                                |                                |                                |                                |                                |                                |                                |                                |                                |                                |                                |                                |                                |                                |                                |                                |                                |                                |                                |                                |                                |                                |                                |                                |                                |                                |                                |                                |                                |                                |                                |                                |                                |                                |                                |                                |                                |                                |                                |                                |                                |                                |                                |                                |                                |
| The Clone Wars (+ Filme) The Bad Batch Obi-Wan Kenobi Rebels Andor Resistance The Mandalorian O Livro de Boba Fett Ahsoka |                                     | Rebels                         | Rebels                         | Rebels                         | Rebels                         | Rebels                         | Rebels                         | b                              |                                |                                |                                |                                |                                |                                |                                |                                |                                |                                |                                |                                |                                |                                |                                |                                |                                |                                |                                |                                |                                |                                |                                |                                |                                |                                |                                |                                |                                |                                |                                |                                |                                |                                |                                |                                |                                |                                |                                |                                |                                |                                |                                |
| The Clone Wars (+ Filme) The Bad Batch Obi-Wan Kenobi Rebels Andor Resistance The Mandalorian O Livro de Boba Fett Ahsoka | Andor                               |                                |                                |                                |                                |                                |                                |                                |                                |                                |                                |                                |                                |                                |                                |                                |                                |                                |                                |                                |                                |                                |                                |                                |                                |                                |                                |                                |                                |                                |                                |                                |                                |                                |                                |                                |                                |                                |                                |                                |                                |                                |                                |                                |                                |                                |                                |                                |                                |                                |                                |
| The Clone Wars (+ Filme) The Bad Batch Obi-Wan Kenobi Rebels Andor Resistance The Mandalorian O Livro de Boba Fett Ahsoka |                                     |                                |                                |                                |                                | Resistance                     |                                |                                |                                |                                |                                |                                |                                |                                |                                |                                |                                |                                |                                |                                |                                |                                |                                |                                |                                |                                |                                |                                |                                |                                |                                |                                |                                |                                |                                |                                |                                |                                |                                |                                |                                |                                |                                |                                |                                |                                |                                |                                |                                |                                |                                |
| The Clone Wars (+ Filme) The Bad Batch Obi-Wan Kenobi Rebels Andor Resistance The Mandalorian O Livro de Boba Fett Ahsoka | M                                   |                                |                                |                                |                                |                                |                                |                                |                                |                                |                                |                                |                                |                                |                                |                                |                                |                                |                                |                                |                                |                                |                                |                                |                                |                                |                                |                                |                                |                                |                                |                                |                                |                                |                                |                                |                                |                                |                                |                                |                                |                                |                                |                                |                                |                                |                                |                                |                                |                                |                                |
| The Clone Wars (+ Filme) The Bad Batch Obi-Wan Kenobi Rebels Andor Resistance The Mandalorian O Livro de Boba Fett Ahsoka | BF                                  |                                |                                |                                |                                |                                |                                |                                |                                |                                |                                |                                |                                |                                |                                |                                |                                |                                |                                |                                |                                |                                |                                |                                |                                |                                |                                |                                |                                |                                |                                |                                |                                |                                |                                |                                |                                |                                |                                |                                |                                |                                |                                |                                |                                |                                |                                |                                |                                |                                |                                |
| The Clone Wars (+ Filme) The Bad Batch Obi-Wan Kenobi Rebels Andor Resistance The Mandalorian O Livro de Boba Fett Ahsoka | A                                   |                                |                                |                                |                                |                                |                                |                                |                                |                                |                                |                                |                                |                                |                                |                                |                                |                                |                                |                                |                                |                                |                                |                                |                                |                                |                                |                                |                                |                                |                                |                                |                                |                                |                                |                                |                                |                                |                                |                                |                                |                                |                                |                                |                                |                                |                                |                                |                                |                                |                                |
| Era | Era                                 | Queda dos Jedi                 | Queda dos Jedi                 | Queda dos Jedi                 | Queda dos Jedi                 | Queda dos Jedi                 | Queda dos Jedi                 | Queda dos Jedi                 | Queda dos Jedi                 | Queda dos Jedi                 | Ascensão do Império            | Ascensão do Império            | Ascensão do Império            | Ascensão do Império            | Ascensão do Império            | Ascensão do Império            | Ascensão do Império            | Ascensão do Império            | Ascensão do Império            | Ascensão do Império            | Ascensão do Império            | Ascensão do Império            | Ascensão do Império            | Era da Rebelião                | Era da Rebelião                | Era da Rebelião                | Era da Rebelião                | Era da Rebelião                | Era da Rebelião                | Era da Rebelião                | Era da Rebelião                | Era da Rebelião                | Era da Rebelião                | Era da Rebelião                | Era da Rebelião                | Era da Rebelião                | Era da Rebelião                | A Nova República               | A Nova República               | A Nova República               | A Nova República               | A Nova República               | A Nova República               | A Nova República               | A Nova República               | Ascensão da Primeira Ordem     | Ascensão da Primeira Ordem     | Ascensão da Primeira Ordem     | Ascensão da Primeira Ordem     |                                | A Nova Ordem Jedi              |
| \| \| Prequela (Episódios I–III) \| \| \| Trilogia Original (Episódios IV–VI) \| \| \| Sequela (Episódios VII–IX) \| \| \| Filmes A Star Wars Story \| \| \| Séries \| a: Prólogo b: Epílogo Os episódios da web série Star Wars: Força do Destino passam-se em alturas diferentes, o que dificulta a sua inserção no cronograma. Também estão excluídos minisséries, contos, bandas desenhadas e livros do cânone oficial do Star-Wars, bem como o parque temático Star Wars: Galaxy’s Edge (entre VIII e IX). A cronologia usa o calendário ficcional do universo Star-Wars em anos antes e depois da Batalha de Yavin. A Batalha de Yavin IV representa o final do Episódio IV, em que Luke Skywalker e os rebeldes destroem a primeira Estrela da Morte. |                                     |                                |                                |                                |                                |                                |                                |                                |                                |                                |                                |                                |                                |                                |                                |                                |                                |                                |                                |                                |                                |                                |                                |                                |                                |                                |                                |                                |                                |                                |                                |                                |                                |                                |                                |                                |                                |                                |                                |                                |                                |                                |                                |                                |                                |                                |                                |                                |                                |                                |                                |
| | Prequela (Episódios I–III)          |                                |                                |                                |                                |                                |                                |                                |                                |                                |                                |                                |                                |                                |                                |                                |                                |                                |                                |                                |                                |                                |                                |                                |                                |                                |                                |                                |                                |                                |                                |                                |                                |                                |                                |                                |                                |                                |                                |                                |                                |                                |                                |                                |                                |                                |                                |                                |                                |                                |                                |
| | Trilogia Original (Episódios IV–VI) |                                |                                |                                |                                |                                |                                |                                |                                |                                |                                |                                |                                |                                |                                |                                |                                |                                |                                |                                |                                |                                |                                |                                |                                |                                |                                |                                |                                |                                |                                |                                |                                |                                |                                |                                |                                |                                |                                |                                |                                |                                |                                |                                |                                |                                |                                |                                |                                |                                |                                |
| | Sequela (Episódios VII–IX)          |                                |                                |                                |                                |                                |                                |                                |                                |                                |                                |                                |                                |                                |                                |                                |                                |                                |                                |                                |                                |                                |                                |                                |                                |                                |                                |                                |                                |                                |                                |                                |                                |                                |                                |                                |                                |                                |                                |                                |                                |                                |                                |                                |                                |                                |                                |                                |                                |                                |                                |
| | Filmes A Star Wars Story            |                                |                                |                                |                                |                                |                                |                                |                                |                                |                                |                                |                                |                                |                                |                                |                                |                                |                                |                                |                                |                                |                                |                                |                                |                                |                                |                                |                                |                                |                                |                                |                                |                                |                                |                                |                                |                                |                                |                                |                                |                                |                                |                                |                                |                                |                                |                                |                                |                                |                                |
| | Séries                              |                                |                                |                                |                                |                                |                                |                                |                                |                                |                                |                                |                                |                                |                                |                                |                                |                                |                                |                                |                                |                                |                                |                                |                                |                                |                                |                                |                                |                                |                                |                                |                                |                                |                                |                                |                                |                                |                                |                                |                                |                                |                                |                                |                                |                                |                                |                                |                                |                                |                                |